# Tramvajová doprava v Jihlavě
Tramvajová doprava v Jihlavě byla v provozu mezi lety 1909 a 1948 na jediné trati spojující centrum města se vzdáleným nádražím.

## Historie

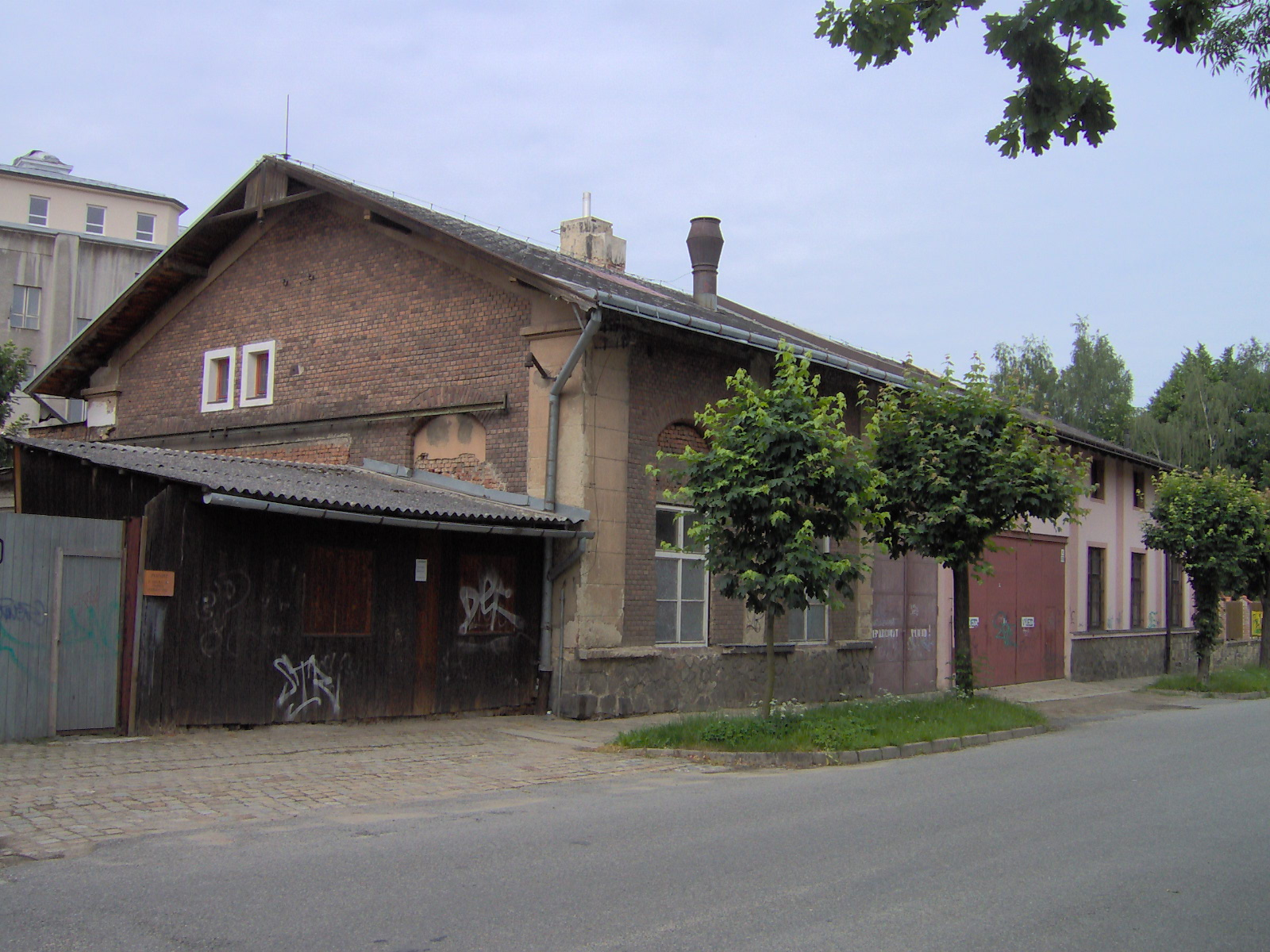
Bývalá tramvajová a později trolejbusová vozovna v Havlíčkově ulici

### Úvahy o zřízení tratě
První úvahy o zřízení nějakého veřejného dopravního prostředku mezi nádražím a centrem města se v Jihlavě objevily již v roce 1904. V této době zde byla městská doprava nedostačující, provozovány byly fiakry a později i omnibusy s kapacitou šest až patnáct osob. Ty však zajišťovali hoteliéři a jednalo se jen o dopravu k jejich hotelům.
Nakonec bylo rozhodnuto v září 1906 o výstavbě tramvajové trati o rozchodu 1000 mm. Její stavba souvisela jednak se snahou města o stavbu elektrárny (vozovna „elektriky“, místní tramvaje, stála hned v jejím sousedství, nedaleko budovy městských jatek) a s osobou Vinzenze Inderky, člověka neoblíbeného u Čechů, ale velmi populárního u Němců. Inderka byl v letech 1904–1918 posledním německým starostou města a stavba elektrárny a malodráhy, která by nahradila nevyhovující spojení nádraží a města, se pro něj stala věcí osobního zájmu i vizitkou jeho úřadu. Zpočátku byla trať tramvaje zamýšlena jako spojka obou nádražních budov v Jihlavě, část své cesty měla dokonce urazit po vlakových kolejích transverzálky přes viadukt. K tomu ale nakonec nedošlo a vznikla pouze jediná trať, postavená v roce 1909 a vedená ze Severozápadního nádraží (dnešní Hlavní nádraží) na Hlavní náměstí (dnes Masarykovo).

### Vybudování a provoz
K zahájení stavebních prací došlo roku 1908, slavnostní otevření se pak konalo 26. srpna roku 1909, a to i přestože potřebná koncese byla vydána až 15. září. Jednokolejná trať se třemi výhybnami, vycházející z dnešního Masarykova náměstí a pokračující po Komenského ulici, přes náměstí Svobody a dále po Havlíčkově ulici až k nádraží, byla dlouhá přibližně 2,7 km, šlo tak po Českém Těšíně a Mariánských Lázních o třetí nejmenší tramvajový provoz a zároveň s Mariánskými Lázněmi a Jabloncem nad Nisou o jeden z nejvýše položených tramvajových provozů na území Česka. Nejvyšší výškový rozdíl trať překonávala v táhlém kopci k Josefsplatzu (dnešnímu náměstí Svobody), kde sklon činil 77,66 ‰. Délka jízdy mezi dvěma konečnými stanicemi činila 14 minut. Po celou dobu existence zůstala jihlavská trať bez výrazných změn, avšak v různých obdobích se objevilo několik návrhů na její rozšíření do Bedřichova (první pochůzka se konala ve 20. letech a reálné plány nesou dataci 30. let) a k městskému nádraží transverzální dráhy včetně využití železniční tratě do Kostelce. Jediné rozšíření tak byla úprava konečných z vidlicovitého zakončení na výhybnu pro možnost objetí vlečných vozů a doplnění odstavné koleje v Komenského ulici pro nákladní vůz u hlavní pošty.

### Zrušení a další osudy tratě
Jízdní řád tramvaje se řídil příjezdy a odjezdy vlaků na Severozápadním nádraží, nejednalo se tudíž o klasickou linku městské dopravy, která by jezdila v pravidelném intervalu. K tramvaji býval někdy připojován i nákladní vůz (nesl evidenční číslo 1c). Ten původně sloužil k přepravě kusového zboží, protože se ale přeprava nevyplácela, od roku 1911 přepravoval tento vůz k nádraží pouze poštovní zásilky.
Tramvajová linka fungovala s drobnými úpravami (měnil se například počet zastávek a výhyben) až do roku 1949, zejména ale po první světové válce její využití klesalo. Po druhé světové válce bylo rozhodnuto o zrušení zastaralé a nevyhovující tramvajové dopravy a jejím nahrazení dopravou trolejbusovou. Nejprve byla jihlavská tramvajová trať zkrácena, zrušen byl úsek od jatek k nádraží. To bylo provedeno v roce 1947. Kvůli výstavbě trolejbusové dráhy byl na zbytku tramvajové trati provoz zastaven někdy v létě 1948, přesné datum není známo (uvádí se také, že poslední jihlavská tramvaj odjela z náměstí 12. listopadu 1948). Dne 19. prosince 1948 vyjely do města poprvé trolejbusy.

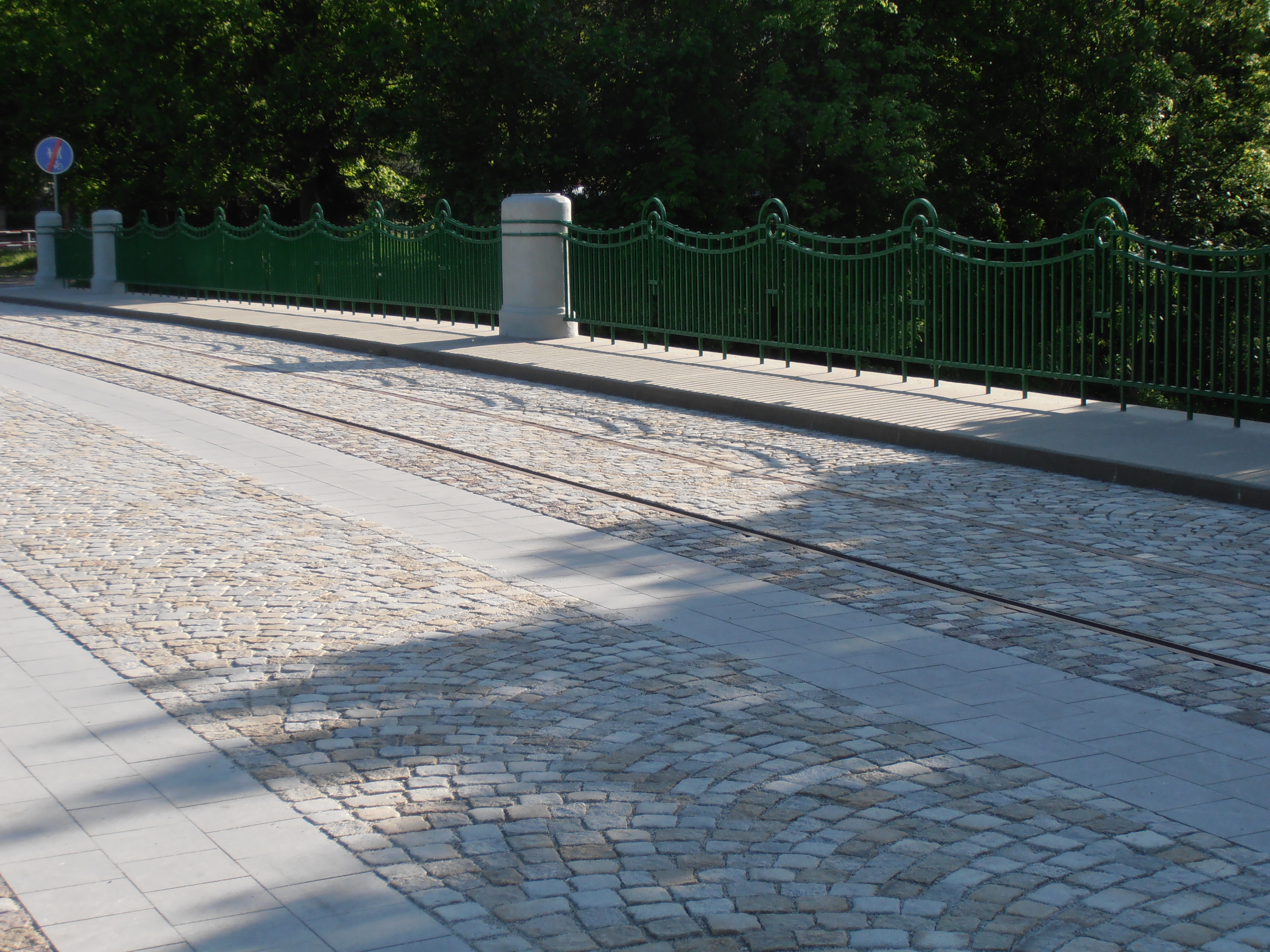
Cyklotrasa a obnovená kolej na mostě U Jánů

V roce 2012 byla provedena rekonstrukce mostu U Jánů, po kterém vedla tramvajová trať. Jako pomník na tramvajovou dopravu v Jihlavě byla při opravě na most nainstalována kolej z použitých brněnských žlábkových kolejnic.

## Vozový park
V roce 1909 byly do Jihlavy celkem dodány tři motorové (č. 1–3) a tři vlečné vozy, osobní č. 1a a 1b a nákladní č. 1c (původně č. 1b). Vyrobila je vagónka ve Štýrském Hradci, elektrickou výzbroj pro motorové vozy dodala společnost AEG. V roce 1912 byl zakoupen motorový vůz č. 4 od stejného výrobce, avšak s elektrickou výzbrojí Siemens-Schuckert. Roku 1934 byl vozový park rozšířen modernějším motorovým vozem č. 5, který byl vyroben Moravskoslezskou vagónkou ve Studénce a který disponoval elektrickou výzbrojí Škoda.
Kompletní vozový park byl ve druhé polovině 40. let 20. století předán do Opavy. Jako první byly v roce 1947 do Slezska odeslány motorové vozy č. 1 a 4 a vlečné vozy č. 1a a 1b, v prosinci 1948 je následovaly motorové vozy č. 2, 3 a 5. Nákladní vlečný vůz č. 1c rovněž skončil v Opavě, kde byl využíván jako pojízdná dílna.
Na konci října 2012 zakoupilo město Jihlava za 30 000 korun dochovanou vozovou skříň motorového vozu č. 1, který po ukončení provozu v Jihlavě jezdil mezi lety 1949 a 1951 v Opavě s č. 13 a poté sloužil jako seník v zahradě ve Slavkově. Zastupitelé Jihlavy rovněž schválili částku 1,5 milionů korun na renovaci tramvaje, podle úvah by po opravě mohla stát na koleji na Jánském mostě.